# Rocky et Mugsy
Pour les articles homonymes, voir Rocky.
 (janvier 2024).
Si vous disposez d'ouvrages ou d'articles de référence ou si vous connaissez des sites web de qualité traitant du thème abordé ici, merci de compléter l'article en donnant les références utiles à sa vérifiabilité et en les liant à la section « Notes et références ».
Rocky et Mugsy (Rocky and Mugsy en VO) sont des personnages de dessin animé de la série Looney Tunes créé par Friz Freleng, produite par les studios Warner Bros en 1946.
Ces deux gangsters sont habillés dans le style « Al Capone » des années 1930. Rocky est petit, avec un grand chapeau gris qui lui cache les yeux (même s'il voit parfaitement) est très oppressif, très méchant, très autoritaire, très strict et très protecteur envers ses otages (par exemple dans Histoire d'œufs, il garde Daffy Duck en otage pendant 5 minutes et Titi dans Catty Cornered). Mugsy est plus grand avec un petit béret brun et une veste trop petite pour lui. Ce dernier est aussi nettement moins intelligent que Rocky. Dans le court-métrage Catty Cornered, Rocky était accompagné d'un autre garde du corps, Nick.